# Milano-Turin
Milano-Turin (italienska: Milano-Torino), (inte att förväxla med Milano-San Remo), är ett endagslopp i cykel och en så kallad semi-klassiker. Loppet hölls första gången 1876, vilket gör det till ett av de äldsta loppen i världen. Loppet arrangeras av RCS Sport, ett dotterföretag till RCG Media Group som äger sporttidningen La Gazzetta dello Sport. RCS Sport arrangerar också andra lopp däribland Giro d'Italia, Milano-Sanremo och Tirreno-Adriatico. Loppet ingår sendan 2020 i UCI ProSeries och kategoriseras som 1.Pro. Dessförinnan ingick det, från 2005, i UCI Europe Tour som kategori 1.HC.
2005 återgick loppet till sitt traditionella datum. Sedan 1987 hade man avgjort loppet i oktober eftersom man inte gillade väderförhållandena i norra Italien i början av mars. Men 2008 var den tillbaka i oktober igen. Det är den inledande tävlingen i Trittico d'autunno som även innefattar Gran Piemonte och Lombardiet runt.
Loppet startar i Novate Milanese precis utanför Milano och går över floden Ticino efter 40 km och man är då ute ur Lombardiet och kommer in i Piemonte. De första 95 km går i sydvästlig riktning på breda och platta vägar. Man kommer sedan till klättringen Vignale Monferrato (293 m) och sen en serie backar innan man kommer till Asti efter 130 km. Efter Asti svänger loppet mot nordväst och det går stadigt uppför innan man kommer till det tuffa Colle di Superga (620 m) bara 16 km före mål, det är oftast här de avgörande attackerna sker. Efter Superga är det utförskörning in till målet i Fausto Coppi-velodromen i Turin.
Tävlingen ställdes in 2000 på grund av översvämning runt banan. Tävlingen har ställts in flera gånger på grund av krig och ekonomiska problem.
Costante Girardengo har rekordet i antal segrar - fem stycken medan Pierino Favalli har vunnit tävlingen tre gånger under sin karriär.

## Vinnare
- 2025  Isaac del Toro
- 2024  Alberto Bettiol
- 2023  Arvid de Kleijn
- 2022  Mark Cavendish
- 2021  Primož Roglič
- 2020  Arnaud Démare
- 2019  Michael Woods
- 2018  Thibaut Pinot
- 2017  Rigoberto Urán
- 2016  Miguel Ángel López
- 2015  Diego Rosa
- 2014  Giampaolo Caruso
- 2013  Diego Ulissi
- 2012  Alberto Contador
- 2008-2011 inställd
- 2007  Danilo Di Luca
- 2006  Igor Astarloa
- 2005  Fabio Sacchi
- 2004  Marcos Serrano
- 2003  Mirko Celestino
- 2002  Michele Bartoli
- 2001  Mirko Celestino
- 2000 inställd
- 1999  Markus Zberg
- 1998  Niki Aebersold
- 1997  Laurent Jalabert
- 1996  Daniele Nardello
- 1995  Stefano Zanini
- 1994  Francesco Casagrande
- 1993  Rolf Sørensen
- 1992  Gianni Bugno
- 1991  Davide Cassani
- 1990  Mauro Gianetti
- 1989  Rolf Gölz
- 1988  Rolf Gölz
- 1987  Phil Anderson
- 1986 inställd
- 1985  Daniele Carola
- 1984  Paolo Rosola
- 1983  Francesco Moser
- 1982  Giuseppe Saronni
- 1981  Giuseppe Martinelli
- 1980  Giovanni Battaglin
- 1979  Alfio Zandi
- 1978  Pierino Gavazzi
- 1977  Rik Van Linden
- 1976  Enrico Paolini
- 1975  Wladimiro Panizza
- 1974  Roger De Vlaeminck
- 1973  Marcello Bergamo
- 1972  Roger De Vlaeminck
- 1971  Georges Pintens
- 1970  Luciano Armani
- 1969  Claudio Michelotto
- 1968  Franco Bitossi
- 1967  Gianni Motta
- 1966  Marino Vigna
- 1965  Vito Taccone
- 1964  Valentin Uriona
- 1963  Franco Cribori
- 1962  Franco Balmamion
- 1961  Walter Martin
- 1960  Arnaldo Pambianco
- 1959  Nello Fabri
- 1958  Agostini Coletto
- 1957  Miguel Poblet
- 1956  Ferdi Kübler
- 1955  Cleto Maule
- 1954  Agostini Coletto
- 1953  Luciano Maggini
- 1952  Aldo Bini
- 1951  Fiorenzo Magni
- 1950  Adolfo Grosso
- 1949  Luigi Casola
- 1948  Sergio Maggini
- 1947  Italo De Zan
- 1946  Vito Ortelli
- 1945  Vito Ortelli
- 1943-1944 inställd
- 1942  Pietro Chiappini
- 1941  Pietro Chiappini
- 1940  Pierino Favalli
- 1939  Pierino Favalli
- 1938  Pierino Favalli
- 1937  Giuseppe Martano
- 1936  Cesare Del Cancia
- 1935  Giovanni Gotti
- 1934  Mariano Cipriani
- 1933  Giuseppe Graglia
- 1932  Giuseppe Olmo
- 1931  Giuseppe Graglia
- 1926-1930 inställd
- 1925  Adriano Zanaga
- 1924  Federico Gay
- 1923  Costante Girardengo
- 1922  Adriano Zanaga
- 1921  Federico Gay
- 1920  Costante Girardengo
- 1919  Costante Girardengo
- 1918  Gaetamo Belloni
- 1917  Oscar Egg
- 1916	inställd
- 1915  Costante Girardengo
- 1914  Costante Girardengo
- 1913  Giuseppe Azzini
- 1912	inställd
- 1911  Henri Pélissier
- 1906-1910 inställd
- 1905  Giovanni Rossignoli
- 1904	inställd
- 1903  Giovanni Gerbi
- 1897-1902 inställd
- 1896  Giovanni Moro
- 1895	inställd
- 1894  Luigi Airaldi
- 1877-1893 inställd
- 1876  Paolo Magretti